# Boliviaans voetbalelftal in 2010
Het Boliviaans voetbalelftal speelde negen officiële interlands in het jaar 2010, alle vriendschappelijk. La Verde ("De Groenen") stond onder leiding van oud-international Eduardo Villegas. Hij werd in de loop van het jaar opgevolgd door Gustavo Quinteros. Op de FIFA-wereldranglijst zakte Bolivia in 2010 van de 55ste (februari 2010) naar de 97ste plaats (december 2010).

## Balans
| Wedstrijden | Wedstrijden | Wedstrijden | Wedstrijden | Doelpunten | Doelpunten | Doelpunten | Punten |
| Gespeeld    | Winst       | Gelijk      | Verlies     | Voor       | Tegen      | Saldo      | Punten |
| ----------- | ----------- | ----------- | ----------- | ---------- | ---------- | ---------- | ------ |
| 3           | 0           | 1           | 2           | 2          | 9          | –7         | 0.333  |

## Interlands
|                                                                  |                                                                                              |       |         |                                                                                         |
| 24 februari Vriendschappelijk № 378 «onderlinge duels» 20:00 uur | Mexico                                                                                       | 5 – 0 | Bolivia | Candlestick Park, San Francisco Toeschouwers: 34.244 Scheidsrechter: Terry Vaughn (USA) |
| 24 februari Vriendschappelijk № 378 «onderlinge duels» 20:00 uur | Pablo Barrera 2' Javier Hernández 12' Braulio Luna 18' Javier Hernández 20' Paul Aguilar 52' |       |         | Candlestick Park, San Francisco Toeschouwers: 34.244 Scheidsrechter: Terry Vaughn (USA) |

|                                                        |                     |       |                  |                                                                                         |
| 11 augustus Vriendschappelijk № 379 «onderlinge duels» | Bolivia             | 1 – 1 | Colombia         | Estadio Hernando Siles, La Paz Toeschouwers: 4.000 Scheidsrechter: Gabriel Favale (ARG) |
| 11 augustus Vriendschappelijk № 379 «onderlinge duels» | Roberto Galindo 64' |       | 40' Carlos Bacca | Estadio Hernando Siles, La Paz Toeschouwers: 4.000 Scheidsrechter: Gabriel Favale (ARG) |

|                                                                |                    |       |                                                             | |
| 7 oktober Vriendschappelijk № 380 «onderlinge duels» 20:30 uur | Bolivia            | 1 – 3 | Venezuela                                                   | Estadio Ramón Aguilera Costas, Santa Cruz Toeschouwers: 35.000 Scheidsrechter: Ibrahim Chaibou (NGR) |
| 7 oktober Vriendschappelijk № 380 «onderlinge duels» 20:30 uur | Marcelo Moreno 53' |       | 10' Angel Chourio 28' Oswaldo Vizcarrondo 37' Angel Chourio | Estadio Ramón Aguilera Costas, Santa Cruz Toeschouwers: 35.000 Scheidsrechter: Ibrahim Chaibou (NGR) |

## FIFA-wereldranglijst
| JAN | FEB | MAR | APR | MEI | JUN | JUL | AUG | SEP | OKT | NOV | DEC |
| --- | --- | --- | --- | --- | --- | --- | --- | --- | --- | --- | --- |
|     | 55  | 58  | 51  | 67  | 65  | 53  | 50  | 50  | 100 | 100 | 97  |

## Statistieken
| Daniel Vaca           | 1978-11-03 | Jorge Wilstermann    | 2 | 1 | 0 | 3  | 0 |
| Carlos Lampe          | 1987-03-17 | Universitario        | 2 | 1 | 0 | 3  | 0 |
| Verdediging           |            |                      |   |   |   |    |   |
| Ignacio García        | 1986-08-20 | Club Aurora          | 2 | 0 | 0 |    |   |
| Luis Gutiérrez        | 1985-01-15 | Oriente Petrolero    | 2 | 0 | 0 |    |   |
| Miguel Hoyos          | 1981-03-11 | Oriente Petrolero    | 2 | 0 | 0 |    |   |
| Edemir Rodríguez      | 1984-10-21 | Real Potosí          | 2 | 0 | 0 |    |   |
| Marvin Bejarano       | 1988-03-06 | Universitario        | 1 | 1 | 0 |    |   |
| Santos Amador         | 1982-04-06 | The Strongest        | 1 | 0 | 0 |    |   |
| Ronald Raldés         | 1981-04-20 | CA Colón             | 1 | 0 | 0 |    |   |
| Jair Torrico          | 1986-08-02 | Jorge Wilstermann    | 0 | 1 | 0 |    |   |
| Middenveld            |            |                      |   |   |   |    |   |
| Joselito Vaca         | 1982-08-12 | Oriente Petrolero    | 2 | 0 | 0 |    |   |
| Walter Veizaga        | 1986-04-22 | Jorge Wilstermann    | 2 | 0 | 0 |    |   |
| Nicolás Suárez        | 1978-12-23 | Oriente Petrolero    | 1 | 0 | 0 |    |   |
| Jhasmani Campos       | 1988-05-10 | Oriente Petrolero    | 1 | 0 | 0 |    |   |
| Rudy Cardozo          | 1990-02-14 | Club Bolívar         | 1 | 0 | 0 |    |   |
| Samuel Galindo        | 1992-04-18 | UD Salamanca         | 1 | 0 | 0 |    |   |
| Ronald Eguino         | 1988-02-20 | Real Potosí          | 1 | 0 | 0 |    |   |
| Helmut Gutiérrez      | 1984-07-02 | Real Potosí          | 1 | 0 | 0 |    |   |
| Rolando Ribera        | 1983-03-13 | Club San José        | 1 | 0 | 0 |    |   |
| Ronald García         | 1980-12-17 | Anorthosis Famagusta | 1 | 0 | 0 |    |   |
| Edgar Olivares        | 1977-01-25 | Jorge Wilstermann    | 1 | 0 | 0 |    |   |
| Jaime Robles          | 1978-02-02 | Club Aurora          | 1 | 0 | 0 |    |   |
| José Luis Chávez      | 1986-05-18 | Club Blooming        | 0 | 1 | 0 |    |   |
| Sacha Lima            | 1981-08-17 | Universitario        | 0 | 1 | 0 |    |   |
| Abdón Reyes           | 1981-11-07 | Club Bolívar         | 0 | 1 | 0 |    |   |
| Wálter Flores         | 1978-10-29 | Club Bolívar         | 0 | 1 | 0 | 15 | 0 |
| Amílcar Sánchez       | 1991-01-23 | Jorge Wilstermann    | 0 | 1 | 0 |    |   |
| Aanval                |            |                      |   |   |   |    |   |
| Roberto Galindo       | 1980-10-14 | Universitario        | 1 | 1 | 1 |    |   |
| Alcides Peña          | 1989-01-14 | Oriente Petrolero    | 1 | 1 | 0 |    |   |
| Marcelo Moreno        | 1987-06-18 | Shakhtar Donetsk     | 1 | 0 | 1 | 19 | 8 |
| Gilbert Álvarez       | 1992-04-07 | Cruzeiro EC          | 1 | 0 | 0 |    |   |
| Alex da Rosa          | 1976-06-01 | Club Bolívar         | 1 | 0 | 0 |    |   |
| Augusto Andaveris     | 1979-05-05 | Real Potosí          | 0 | 1 | 0 |    |   |
| Diego Cabrera         | 1982-08-13 | Deportivo Pasto      | 0 | 1 | 0 |    |   |
| José Alfredo Castillo | 1983-02-09 | Estudiantes Tecos    | 0 | 1 | 0 |    |   |
| Mauricio Saucedo      | 1985-08-14 | Oriente Petrolero    | 0 | 1 | 0 |    |   |

FBF · A-internationals · Selecties · Bondscoaches · Statistieken · Boliviaans vrouwenelftal · Olympisch elftal · Bolivia U21 · Bolivia U20 · Bolivia U19 · Bolivia U18 · Bolivia U17
1926–1949 · 
1950–1959 · 
1960–1969 · 
1970–1979 · 
1980–1989 · 
1990–1999 · 
2000–2009 · 
2010–2019 ·
2020−2029
CC 1999
WK 1930 · 
WK 1950 · 
WK 1994
1926 · 
1927 · 
1927 · 1928 · 1929 · 
1930 · 
1931 · 1932 · 1933 · 1934 · 1935 · 1936 · 1937 · 
1938 · 
1939 · 1940 · 1941 · 1942 · 1943 · 1944 · 
1945 · 
1946 · 
1947 · 
1948 · 
1949 · 
1950 · 
1951 · 1952 · 
1953 · 
1954 · 1955 · 1956 · 
1957 · 
1958 · 
1959 · 
1960 · 
1961 · 
1962 · 
1963 · 
1964 · 
1965 · 
1966 · 
1967 · 
1968 · 
1969 · 
1970 · 
1971 · 
1972 · 
1973 · 
1974 · 
1975 · 
1976 · 
1977 · 
1978 · 
1979 · 
1980 · 
1981 · 
1982 · 
1983 · 
1984 · 
1985 · 
1986 · 
1987 · 
1988 · 
1989 · 
1990 · 
1991 · 
1992 · 
1993 · 
1994 · 
1995 · 
1996 · 
1997 · 
1998 · 
1999 · 
2000 · 
2001 · 
2002 · 
2003 · 
2004 · 
2005 · 
2006 · 
2007 · 
2008 · 
2009 · 
2010 ·
2011 · 
2012 · 
2013 · 
2014 · 
2015 · 
2016 ·
2017 ·
2018 ·
2019 ·
2020 ·
2021 ·
2022 ·
2023 ·
2024
Algerije ·
Andorra ·
Argentinië ·
Brazilië ·
Bulgarije · 
Chili ·
Colombia ·
Costa Rica ·
Cuba ·
Curaçao ·
DDR ·
Duitsland ·
Ecuador ·
Egypte ·
El Salvador ·
Finland ·
Frankrijk ·
Griekenland ·
Guatemala ·
Guyana ·
Haïti ·
Honduras ·
Hongarije ·
Ierland ·
IJsland ·
Irak ·
Iran ·
Jamaica ·
Japan ·
Joegoslavië ·
Kameroen ·
Letland ·
Mexico ·
Myanmar ·
Nicaragua ·
Noord-Korea ·
Oezbekistan ·
Panama ·
Paraguay ·
Peru ·
Polen ·
Portugal ·
Roemenië ·
Rusland ·
Saoedi-Arabië ·
Senegal ·
Servië ·
Slowakije ·
Spanje ·
Trinidad en Tobago ·
Tsjecho-Slowakije ·
Uruguay ·
Venezuela ·
Verenigde Arabische Emiraten ·
Verenigde Staten ·
Zuid-Afrika ·
Zuid-Korea ·
Zwitserland